# Mörskär, Kimitoön
Mörskär är en ö i Finland. Den ligger i Skärgårdshavet och i kommunen Kimitoön i den ekonomiska regionen  Åboland i landskapet Egentliga Finland, i den sydvästra delen av landet. Ön ligger omkring 60 kilometer söder om Åbo och omkring 160 kilometer väster om Helsingfors. Mörskär ligger 10 meter över havet.
Öns area är 2,1 hektar och dess största längd är 200 meter i nord-sydlig riktning. Det finns inga samhällen i närheten.